# Wanda Ramos
Wanda Ramos (Dundo, Angola, 1948 - Lisboa, 1998) va ser una escriptora i traductora portuguesa.

## Biografia
Wanda Ramos va néixer a Dundo, Angola, el 1948, filla de pares portuguesos. Es traslladà a Portugal el 1957, als nou anys, on prossegueix els seus estudis. Es llicencià en filologia germànica per la Facultat de Lletres de la Universitat de Lisboa. Va exercit una llarga activitat com a traductora, i va traduir l'obra, entre d'altres, de John Le Carré, Erica Jong, Muriel Spark, Edith Wharton, Jorge Luis Borges, Octavio Paz, Bruno Munari, Jan Morris i Sousa Jamba. A més de traductora, també fou professora d'ensenyament secundari i membre de l' Associação Portuguesa de Escritores.
Col·laborà en diverses revistes i diaris culturals com cròniques, poemes i contes. Fou col·laboradora permanent de la revista África. Està present en diverses antologies, de les quals podem destacar una Antologia da Novíssima Poesia Portuguesa, organitzada per E. M. de Melo e Castro i Maria Alberta Menéres; i Experiência da Liberdade.
Va editar el seu primer llibre en 1970, Nas Coxas do Tempo, amb poemes de Wanda i dibuixos d'António Ferra. Després va editar E Contudo Cantar Sempre, amb dibuixos d'Armando Alves. En 1979 publica Que Rio Vem Forçar a Entrada Desta Casa?, inclòs en el triple volum A Jovem Poesia Portuguesa. Del conjunt sorgeixen els poemes de Wanda junt a Estilhaços d'Eduarda Chiote i O Ruído Fino de João Camilo.
Em 1981 va publicar la seva primera narració Percursos (Do Luachimo ao Luena), que reflecteix, a través de la memòria, l'experiència de l'Àfrica colonial, viscuda des del punt de vista de la dona. Va guanyar el Premi de Ficció de l'Associação Portuguesa de Escritores.
Em 1983 edita el volum de proses poètiques Intimidade da Fala amb un dibuix hors-texte de la pròpia escriptora. El mateix any edita la narració As Incontáveis Vésperas, que reflecteix problemes relacionats amb la condició de dona, el descobriment de la sexualitat i de l'erotisme.
Em 1986 publicà el seu darrer recull poètic, Poe-Mas-Com-Sentidos, aplegant poemes escrits entre 1967 i 1986. Des de 1990 passa a publicar només obres de ficció com Os Dias, Depois (1990) i Litoral (Ara Solis) (1991), considerat un dels llibres mítics de l'autora, guanyador del Premi Literari Cidade de Almada per narracions inèdites.
Entre octubre i novembre de 1997, Wanda Ramos fou convidada per al MEET- Maison des Écrivains Étrangers et des Traducteurs a Saint-Nazaire. Va morir a Lisboa en 1998, víctima d'un càncer. En 1999 va publicar el seu darrer llibre, Crónica com Estuário ao Fundo, escrit durant la seva estada al MEET.

## Obres
- 1970- Nas Coxas do Tempo, edició d'autor, amb dibuixos d'António Ferra (poesia)[3]
- 1979- E Contudo Cantar Sempre, editorial Inova, amb un dibuix d'Armando Alves (poesia)
- 1979- Que Rio Vem Forçar a Entrada Desta Casa?, a A Jovem Poesia Portuguesa, edições Limiar (poesia)
- 1981- Percursos (Do Luachimo ao Luena), editorial Presença (narració)
- 1983- Intimidade da Fala, edições &etc, amb un dibuix de Wanda Ramos (prosa poètica)
- 1983- As Incontáveis Vésperas, edições Ulmeiro (romance)
- 1986- Poe-Mas-Com-Sentidos, edições Ulmeiro (poesia)
- 1990- Os Dias, Depois, editorial Caminho (narració)
- 1991- Litoral (Ara Solis), editorial Caminho (narració)
- 1999- Crónica com Estuário ao Fundo, editorial Caminho (narració)

## Antologies
- 1975- poemas em A Experiência da Liberdade, edição Diabril
- 1980- poemas em Antologia da Novíssima Poesia Portuguesa, org. E. M. de Melo e Castro i Maria Alberta Menéres, edição Moraes
- 1985- A Casa, o Mar a Contos, editorial Caminho
- 1985- Vigília (conte) a Fantástico no Feminino, edições Rolim

## Premis
- 1980- Premi de Ficció de l'Associação Portuguesa de Escritores per Percursos (Do Luachimo ao Luena)[4]
- 1988- Premi de Traducció da Sociedade de Língua Portuguesa per As Confissões Verdadeiras de Um Terrorista Alibino de Breyten Breyttenbach
- 1991- Premi Literari Cidade de Almada per Litoral (Ara Solis)